# Vrhova Gorica
Vrhova Gorica is een plaats in de gemeente Bosiljevo in de Kroatische provincie Karlovac. De plaats telt 14 inwoners (2001).